# Ministère du Commerce, de l'Industrie et du Tourisme
Pour les articles homonymes, voir Ministère du Commerce et Ministère du Tourisme.
Le ministère du Commerce, de l'Industrie et du Tourisme (espagnol : Ministerio de Comercio, Industria y Turismo) est le ministère colombien responsable de la croissance économique à travers le commerce, l'industrie et le tourisme en Colombie.